# 経営戦略
経営戦略（けいえいせんりゃく）は、組織の中長期的な方針や計画を指す用語である。経営（ビジネス）戦略は、企業が組織や利害関係者に価値を提供し、市場で競争優位を確保するための戦略的な取り組み。この戦略は企業の成功に重要で、商品やサービスを作ったり市場に出す前に策定される必要がある。

## 経営戦略とは何か

### 定義・意味
経営戦略という用語は様々な意味や使われ方を持つ。事業戦略・全社戦略など、英語では区別される複数の概念をまとめて経営戦略と呼ぶためである。用語が用いられる文脈によって意味が異なる場合があるので、注意が必要である。研究者による定義には、以下のようなものがある。
- 持続的競争優位を達成するためのポジショニングを構築すること(De Kluyver and Pearce, 2002)[2]
- 企業が考えた競争に成功するためのセオリー(Barney, 1996)[3]
- 企業を取り巻く環境との関わりについて、企業を成功に導くために何をどのように行うかを示したもので、企業に関与する人たちの指針となり得るもの（淺羽、2000）[4]
- 「企業や事業の将来のあるべき姿とそこに至るまでの変革のシナリオ」を描いた設計図（伊丹・加護野、2003）[5]
- 市場のなかの組織としての活動の長期的な基本設計図（伊丹、2003）[6]
- 企業がその目標を達成するための資源展開のあり方を環境とのかかわりの中で方向づけるもの（一橋大学商学部経営学部門編、1998）[7]

### 経営戦略の分類
経営戦略は、経営戦略を策定するレベル（階層）や目的に応じて、分類される。
- 事業戦略、全社戦略
  - 企業が複数の事業を保有していたり、複数地域で事業を展開していたりする場合、戦略を策定・実行するレベルに従って区別される。ただし、企業が一事業のみで操業している場合、区別がなされない場合もある。
    - 個々の事業単位でどのように優位性を構築・維持するかに関わる戦略を、事業戦略[8]または競争戦略[9]と呼ぶ。
    - 事業の取捨選択や複数事業間における資源配分など、企業全体・企業グループ全体に関わる企業戦略を、全社戦略[10]と呼ぶ。

- 機能別戦略
  - それぞれの機能（生産、マーケティング、財務、人事など）ごとに戦略が策定される場合もある。これを機能別戦略[11]と呼ぶ。
    - マーケティング戦略、財務戦略、人事戦略、営業戦略

- その他の戦略
  - ある特定の目的や方針を実現するための方針や計画を、戦略と言い表すこともある。一般的には、目的を表す語の語尾に戦略とつけて表現する。
    - 成長戦略、競争戦略、顧客獲得戦略、知的財産戦略 、IT戦略、技術戦略

## 戦略経営
経営戦略の策定・遂行・評価のプロセスを、戦略経営（戦略的経営）と呼ぶ。戦略経営は、以下のようなプロセスからなる。
1. 戦略の策定
  1. 自社や競合相手の内的要因（能力や資源など）、自社や競合相手を取り巻く外的要因を分析・評価する。
  2. 上の評価に基づいて、目標を設定する。目標は、レベルに応じて長期的なものから短期的なものまでありえる。
  3. それらの目標を達成するために必要な計画や手段を定める、戦略を策定する。
2. 戦略の実行
  1. 戦略の実行に必要な資源を配分する。
  2. 命令系統（階層構造）もしくはそれに代わる何らかの構造（例えばプロジェクト・チーム）を確立する。
  3. 権限と責任を組織内のグループやメンバーに割り当てる。
  4. プロセス遂行を管理する。必要に応じて追加的に資源を配分したり、プロセスを変更したりしていく。
3. 戦略の評価
  1. バランスト・スコアカードやSWOT分析などを通じて、戦略の有効性（合理性、実行可能性、正当性など）を評価する。
  2. 戦略が有効でないか、状況の変化などが生じた場合には、必要に応じて戦略を変更・再策定する。

## 用語の使用法
戦略的と表記して接頭辞とする、または形容詞として利用する表現も、広く用いられている。例えば「戦略的投資」や「戦略的提携」と言う場合には、それらが企業の経営戦略にとって重要であることを意味する。企業のアニュアルレポートなどに、これらの用法を見つけることができる。
また、用語を用いる文脈が経営に関連することが自明である場合には、経営戦略を戦略と省略することも多い。例えば「A社の経営戦略は…」と「A社の戦略は…」は、同義である。
学術団体としては、1926年7月10日、日本経営学会が創設されている。1951年4月21日、日本商業学会が慶應義塾大学教授向井鹿松を初代会長として設立されている。